# Sinan

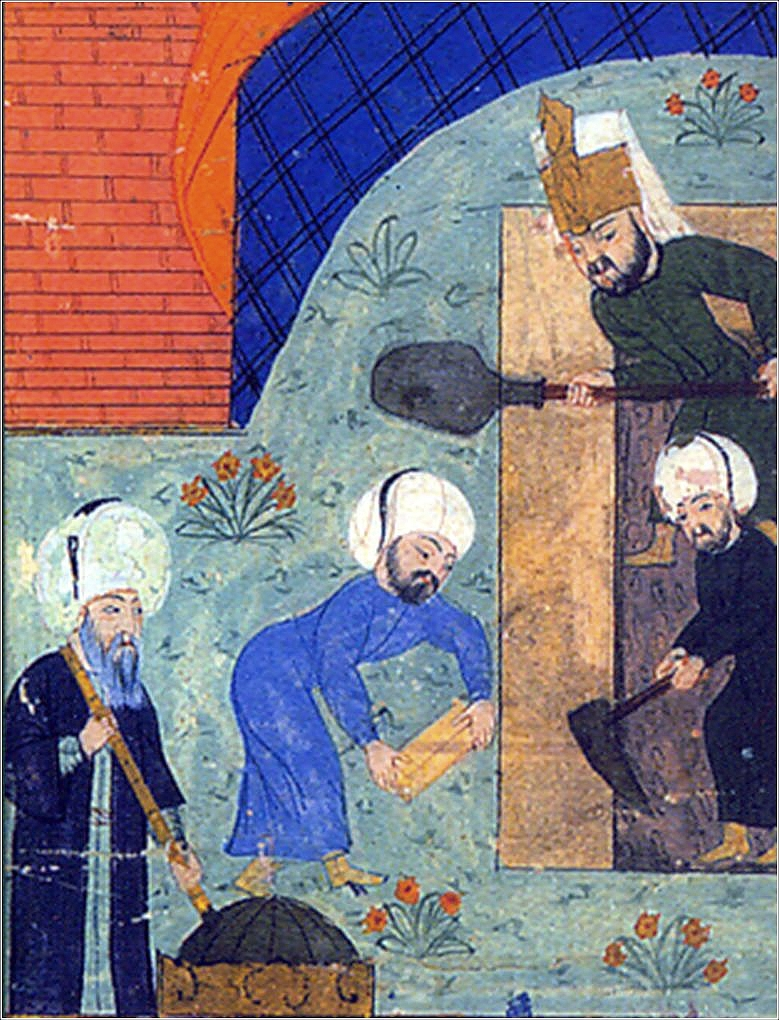
Sinan

Sinan, Hoca Mimar (ur. 15 kwietnia 1489, zm. 17 lipca 1588) – osmański architekt, nadworny architekt trzech sułtanów Turcji, twórca prawie 400 budowli. Uczył się w szkole dla janczarów w Stambule.

## Młodość
Sinan urodził się w chrześcijańskiej rodzinie w Anatolii, w miejscowości Ağırnas, koło Kayseri, jako Grek lub Ormianin o imieniu Józef. W 1511 trafił, w wyniku dewszirme, na dwór sułtana i przez 19 lat służył w korpusach janczarów. Zamieszkał w Stambule zmieniając wiarę na islam i przyjmując imię Sinan. W 1514 Sinan dostał się do oddziału inżynierów. W czasie wojny w Persji w 1535 budował dla armii i pomógł jej pokonać jezioro Wan.

## Praca
W 1538 został architektem nadwornym kolejnych sułtanów Turcji: Sulejmana Wspaniałego, Selima II, Murada III. Pierwszym dziełem Sinana był meczet Şehzade, wybudowany w 1548. Budowę Meczetu Sulejmana zaczął w 1550, a ukończył siedem lat później.
Pracował w okolicach Stambułu, budując meczety, m.in. Meczet Selima (Selimiye) w Edirne.
Wiele z jego budowli znajduje się obecnie poza granicami Turcji: medresa w Mekce, meczet w Budapeszcie.

## Budowle
W trakcie pełnienia funkcji architekta pod rządami trzech sułtanów, w ciągu 50 lat stworzył prawie 400 budowli.
Sinan jest uważany za twórcę:
- 146 meczetów: Meczet Piątkowy
- 41 łaźni
- 35 pałaców (saray)
- 22 mauzoleów
- 20 karawanserajów
- 8 mostów (np. Mostar)
- 7 szkół (medresa)
- 6 akweduktów
- 3 szpitali